# Martiniana Po
Martiniana Po – miejscowość i gmina we Włoszech, w regionie Piemont, w prowincji Cuneo.
Według danych na rok 2004 gminę zamieszkiwało 666 osób, 51,2 os./km².